# Franz Hörl

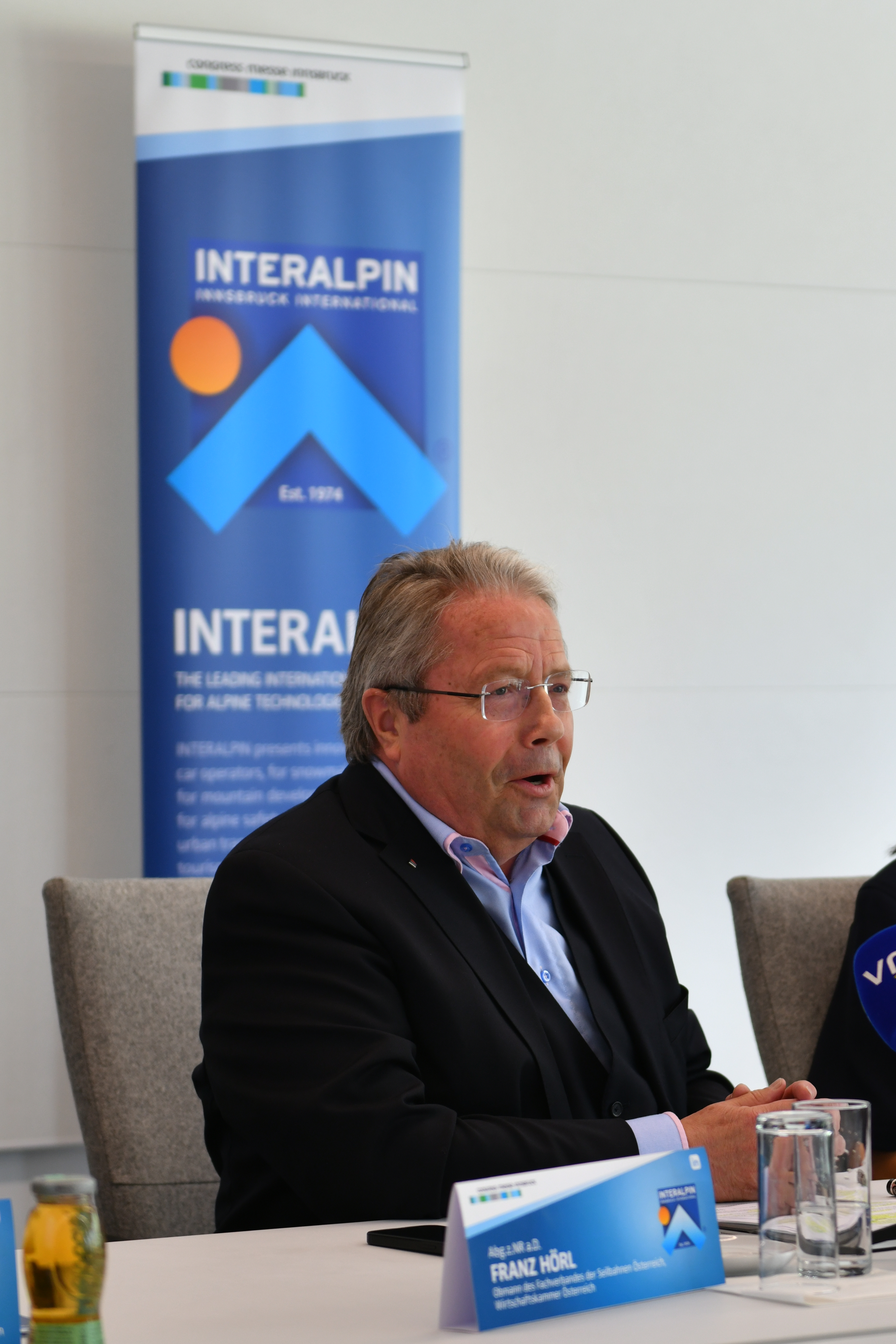
Franz Hörl (2025)

Franz Hörl (* 4. Dezember 1956 in Zell am Ziller) ist ein österreichischer Politiker (ÖVP). Seit April 2016 ist Hörl Landesobmann des Wirtschaftsbundes des Landes Tirol. Von 2006 bis 2013 sowie vom 24. Jänner 2018 bis zum 11. Juni 2019 war er Abgeordneter zum Nationalrat. Vom 23. Oktober 2019 bis zum 23. Oktober 2024 war er dort wieder Abgeordneter.

## Ausbildung und Beruf
Franz Hörl besuchte von 1962 bis 1966 die Volksschule Gerlos und wechselte 1967 an die Internatshauptschule im Kloster Fiecht in Vomp, die er bis 1971 besuchte. Er absolvierte von 1972 bis 1975 die Hotelfachschule Villa Blanka in Innsbruck und leistete anschließend seinen Präsenzdienst ab.
Nach dem frühen Tod seines Vaters übernahm Hörl 1978 den elterlichen Betrieb, das Hotel Gaspingerhof in Gerlos. Ebenfalls seit 1978 ist er zudem Landwirt. Seit 1979 steht Hörl auch der Schilift-Zentrum-Gerlos GmbH als Geschäftsführer vor. Von Mai 2010 bis Oktober 2023 war er Obmann des Fachverbandes der Seilbahnwirtschaft und sorgte in dieser Funktion, bei welcher er auch als Sprecher agierte, für mehrere Kontroversen.

## Politik
Franz Hörl war von 1983 bis 2009 Mitglied des Gemeinderates von Gerlos und zwischen 1986 und 1992 zudem Vizebürgermeister der Gemeinde. 1992 wählte ihn der Gemeinderat zum Bürgermeister, diese Position hatte Hörl bis 2009 inne. Neben seinen Mandaten ist Hörl seit 1992 Ortsparteiobmann der ÖVP Gerlos, war von 2013 bis 2016 zudem Bezirksparteiobmann der ÖVP Schwaz und von 2004 bis 2016 Obmann der Bezirksgruppe Schwaz des Österreichischen Wirtschaftsbundes. Hörl war zudem von 2000 bis 2016 Obmann der Bezirksstelle Schwaz der Wirtschaftskammer Österreich.
Franz Hörl vertrat die ÖVP vom 30. Oktober 2006 bis zum 28. Oktober 2013 erstmals im Nationalrat. In der XXIII. Gesetzgebungsperiode war Hörl Mitglied in den Ausschüssen Konsumentenschutz, Wirtschaft und Industrie, Bauten, Familien, Landesverteidigung, Tourismus und Umwelt.
Am 25. April 2016 wurde Jürgen Bodenseer als Landesobmann des Tiroler Wirtschaftsbundes in Igls abgewählt. Mit 55 % der abgegebenen Stimmte wurde Franz Hörl zu seinem Nachfolger bestimmt. Am 18. Februar 2020 wurde er wiedergewählt und hatte diese Funktion bis 2024 inne.
Ab dem 24. Jänner 2018 bis 11. Juni 2019 war er erneut Abgeordneter zum Nationalrat, er rückte für Kira Grünberg nach, die ein durch Bildung der Bundesregierung Kurz I freigewordenes Mandat auf der Bundesliste annahm.
Seit 23. Oktober 2019 gehört Hörl erneut dem Nationalrat als Abgeordneter an, er zog über die Landesliste ein.
2021 wurde er im ÖVP-Parlamentsklub als Nachfolger von Karl Schmidhofer Sprecher für Tourismus. Im Jänner 2024 gab Barbara Thaler ihre Kandidatur zur Wahl zur Obfrau des Tiroler Wirtschaftsbundes bekannt. Sie wurde von Hörl unterstützt, der sich nicht mehr der Wahl stellen wollte. Bei der Wahl im Februar 2024 setzte sich Thaler mit 58,2 Prozent der Stimmen gegen Mario Gerber durch.

## Kritik
Franz Hörl wurde im November 2011 Sexismus vorgeworfen: Auf die Frage der SPÖ-Nationalratsabgeordneten Gabriele Binder-Maier, wie viele Frauen denn im Landwirtschaftsministerium arbeiteten, antwortete er mit: „Irgendeine Putzfrau wird es schon geben.“
Hörl wird medial vorgeworfen, mit seinen „ausfälligen Tiraden oft die Schmerz- und Anstandsgrenze“ zu überschreiten sowie zu einseitig als Seilbahn-Lobbyist zu agieren. Die Tageszeitung Der Standard bezeichnete ihn als „Pitbull Terrier der Tiroler Volkspartei“. Anlass dafür war ein untergriffiger Angriff auf eine anerkannte BOKU-Gutachterin, die zuvor als Beauftragte des Bundesverwaltungsgerichts ein Seilbahn-Projekt aus Naturschutzgründen abgelehnt hatte.
Am 6. Februar 2019 veröffentlichte Franz Hörl auf seiner Facebook-Seite ein Video, das Skitourengeher zeigt, die Gämsen offenbar grundlos durch hohen Schnee hetzen. Die Tiere werden von den Wintersportlern eingekreist, bis sie schlussendlich erschöpft entkommen. Es wurde suggeriert, dass es sich beim angehängten Videobeitrag um einen aktuellen Beitrag aus Österreich handele. Recherchen des Österreichischen Alpenvereins ergaben: Die Original-Version des Videobeitrages wurde nicht aktuell aufgenommen, sondern bereits im Februar 2018. Der Clip wurde auch nicht in Österreich gefilmt, sondern in der Nähe von La Molina, also im spanischen Teil der Pyrenäen. Die spanischen Skitourengeher wollten die Tiere aus dem tiefen Schnee retten. Laut Ansicht des ÖAV hatte Hörl mit diesem Beitrag versucht, negative Stimmung gegen Skitourengeher zu verbreiten.
Franz Hörl befürwortete 2019 die Sprengung eines gesamten Berggrats, um die Skigebiete Pitztal und Ötztal zu verbinden.
Während der COVID-19-Pandemie in Österreich soll Hörl bis zum 12. März 2020 als Interessenvertreter der Seilbahn-Wirtschaft gegen die am 13. März 2020 beschlossene Beendigung der Wintersaison lobbyiert haben. Dies obwohl ihm die vom Tirolurlaub insbesondere in Ischgl ausgehende Infizierung vieler Urlauber bekannt gewesen sei. Hörl wies jede Schuld von sich und nannte die Vorwürfe gegen ihn eine „Hexenjagd“. Ende März wurden SMS-Nachrichten von Hörl öffentlich, in denen er einen Ischgler Wirt unter Druck setzte, sein Lokal zu schließen, um damit die Wintersaison „zu retten“.
Für die Verharmlosung eines Datenlecks um geleakte PCR-Testergebnisse, durch das auch seine Daten bekannt geworden waren, wurde Hörl im Oktober 2021 der Negativpreis Big Brother Award zuerkannt.